# Søtræfningen ved Helgoland
I Søtræfningen ved Helgoland eller Slaget ved Helgoland, 9. maj 1864
mødte en dansk flådestyrke under kommando af Edouard Suenson en østrigsk–preussisk eskadre under den østrigske søhelt Wilhelm Freiherr von Tegetthoff ud for Helgoland. Danskerne havde blokeret farvandene ud for Helgoland for at stoppe preussiske skibe, og det østrigsk-preussiske angreb var et forsøg på at bryde blokaden.
Danskerne vandt en opmuntrende, omend begrænset sejr, da det østrigske flagskib, fregatten Schwarzenberg, blev skudt i brand, hvorefter østrigerne trak sig tilbage i ly af Helgolands neutrale 3-mil zone, der var under engelsk kontrol. Ud på natten lykkedes det den østrigsk–preussiske eskadre at flygte til Cuxhaven ved Elbens udmunding.
Den politiske betydning af slaget var imidlertid mindre, da krigen 3 dage senere sluttede med dansk nederlag.
I slaget deltog to østrigske fregatter, flagskibet Schwartzenberg og fregatten Radetzky, samt 3 preussiske kanonbåde.
På dansk side bestod flåden af to fregatter, Niels Juel og Jylland, samt korvetten Hejmdal. Det var historiens sidste søslag af betydning udkæmpet mellem træskibe og det sidste danske med træskibe overhovedet.

## Flåderne
Danmark under kaptajn Edouard Suenson
- Niels Juel 42-kanoner fregat med en besætning på 422
- Jylland, 44-kanoner fregat med en besætning på 437
- Hejmdal 16-kanoner korvet med en besætning på 260

Østrig under kaptajn Wilhelm Freiherr von Tegetthoff
- Schwarzenberg, 51-kanoner fregat med en besætning på 498
- Radetzky 37-kanoner fregat med en besætning på 372

Preussen
- Preussischer Adler, 4-kanoner kanonbåd med en besætning på 110
- Blitz, 3-kanoner 350-tons kanonbåd med en besætning på 66
- Basilisk, 3-kanoner 350-tons kanonbåd med en besætning på 66

## Galleri
- Søslaget ved Helgoland, anskuelsestavle af Christian Blache. 
Foto:   	AU Library, Campus Emdrup
- Schwartzenberg, Radetzsky, Niels Juul, fregatten Jylland, Heimdal. I baggrunden preussiske kanonbåde.
- Kanonkugle fra slaget. Udstillet i Tøjhusmuseet